# La historia de Jan
La historia de Jan es un largometraje documental dirigido por Bernardo Moll Otto que fue estrenado en 2016.

## Desarrollo y producción
El largometraje fue rodado a lo largo de seis años, a partir del nacimiento del primer hijo de Mónica Vic y Bernardo, que nació con síndrome de Down. El documental sigue la evolución del niño desde los días previos al alumbramiento hasta su quinto año de vida. 
La financiación del proyecto se inició con un exitoso micromecenazgo en la plataforma española Verkami que se dio a conocer en un evento que tuvo lugar el 21 de mayo de 2015 en el Círculo de Bellas Artes de Madrid consiguiendo recaudar más de 34 000 euros, cifra que resultó por encima de sus objetivos.

## Estreno
La historia de Jan fue presentado en la sección oficial de documentales del Festival de Málaga el 28 de abril de 2016.
La película fue estrenada comercialmente el día 4 de noviembre de 2016 en España. Más de cinco mil espectadores vieron el documental en las nueve semanas durante las que se mantuvo en cartel. 
El estreno internacional tuvo lugar en Montevideo, Uruguay, el 12 de marzo de 2017.

## Recepción mediática y crítica
La historia de Jan ha merecido una notable cobertura en los medios de comunicación españoles, ya desde que estos tuvieron conocimiento del proyecto, siendo descrita la película por Isabel González en El Mundo como "un 'Boyhood' a la española" con ocasión del evento de inicio de la campaña de crowfunding y consiguiendo incluso despertar el interés en medios tan poco habituales en lo que respecta al seguimiento de la programación de documentales como el diario de prensa deportiva Marca con ocasión del estreno.
La cobertura de las cadenas de televisión fue exhaustiva, siendo cubierta la presencia del documental en el Festival de Málaga, como posteriormente con ocasión del estreno, por ejemplo en los informativos de Antena 3, Cuatro, Telecinco, La Sexta, TVE1 y en el programa de TVE Días de cine.
Paula Arenas escribió en 20 Minutos, con ocasión de la presentación de la película en el Festival de Málaga: "Hermoso, poético, duro, emocionante y necesario son sólo algunos de los calificativos que pueden darse a la película que el padre de Jan, Bernardo Moll Otto, ha tejido con lo que al principio fue un puñetazo en mitad del pecho. Corazón."
"Sin las pretensiones estéticas, narcisistas o ensayísticas que suelen acompañar al género del videodiario, he aquí un ejemplo de tan fecundo formato puesto al servicio de una acuciante necesidad personal", escribió Antonio Weinrichter en ABC.
Jordi Batlle, escribió en su crítica publicada en la revista Fotogramas que la película es “discreta en la forma pero rica en contenido humano: muy de piedra ha de tener uno el corazón para no salir de su visionado conmovido".

## Reconocimientos
El documental resultó nominado para los Premios Forqué 2017 y para las Medallas del Círculo de Escritores Cinematográficos 2017, en ambos casos en la categoría de mejor película documental, y recibió el premio Ola de Oro, de los Premios Familia, así como el premio "¡Qué bello es vivir!" que otorgó Cinemanet en enero de 2017.
En febrero de 2017 La historia de Jan recibió un premio "Alfa y Omega".